# Гастіджан (дегестан)
Гастіджан (перс. هستيجان) — дегестан в Ірані, в Центральному бахші, шагрестані Деліджан остану Марказі. За даними перепису 2006 року, його населення становило 2518 осіб, які проживали у складі 882 сімей.

## Населені пункти
До складу дегестану входять такі населені пункти:
- Гастіджан
- Дарб-е Джука
- До-Зія
- Дурідан
- Кальгар
- Магмудабад
- Мозваш
- Робат-Торк
- Сінекан
- Тут
- Фарнак
- Чагар-Баг
- Шанек